# MTV Video Music Awards de 1991
O MTV Video Music Awards de 1991 foi ao ar em 5 de setembro de 1991, premiando os melhores videoclipes lançados entre 2 de junho de 1990 e 15 de junho de 1991. A cerimônia, ocorrida no Anfiteatro da Universal, em Los Angeles, nos Estados Unidos, foi apresentada pelo comediante estadunidense Arsenio Hall, que serviu de anfintrião pela terceira vez consecutiva.
Este ano viu a introdução de uma nova categoria, Melhor Vídeo Longo; no entanto, essa categoria não seria entregue novamente até à cerimônia de 2016, quando foi renomeada como Melhor Vídeo Longo Inovador. Enquanto isso, o prêmio de Melhor Vídeo Pós-Moderno foi renomeado como "Melhor Vídeo Alternativo", e o Prêmio Video Vanguard foi renomeado como "Prêmio Michael Jackson Video Vanguard" em homenagem à contribuição do artista à cultura dos videoclipes.
A banda R.E.M. liderou a noite tanto em prêmios quanto em indicações. Seu vídeo de "Losing My Religion" não só ganhou o galardão de Vídeo do Ano, como também levou para casa um total de seis prêmios, tornando-se assim o maior vencedor da noite. Além disso, as dez indicações do R.E.M. também fizeram deles o artista mais indicado naquela noite, e "Losing My Religion" o vídeo mais indicado da noite.

## Performances
| Artista                     | Canção | Apresentado por |
| --------------------------- | --- | --------------- |
| Van Halen                   | "Poundcake" | Arsenio Hall    |
| C+C Music Factory           | Medley: "Things That Make You Go Hmmm..." "Here We Go (Let's Rock & Roll)" "Gonna Make You Sweat (Everybody Dance Now)" | Arsenio Hall    |
| Poison                      | "Talk Dirty to Me" | Arsenio Hall    |
| Mariah Carey                | "Emotions" | Arsenio Hall    |
| EMF                         | "Unbelievable" | Arsenio Hall    |
| Paula Abdul                 | "Vibeology" | Arsenio Hall    |
| Queensrÿche                 | "Silent Lucidity" | Arsenio Hall    |
| LL Cool J                   | "Mama Said Knock You Out"                                                                                               | Arsenio Hall    |
| Metallica                   | "Enter Sandman" | Arsenio Hall    |
| Don Henley                  | "The Heart of the Matter"                                                                                               | Arsenio Hall    |
| Guns N' Roses               | "Live and Let Die" | Arsenio Hall    |
| Prince New Power Generation | "Gett Off" | Arsenio Hall    |

Notas
1. ↑  Ao vivo do Town and Country Club, em Londres, Inglaterra.
2. ↑  Ao vivo do Estádio de Wembley, em Londres, Inglaterra.

- Was (Not Was) serviu como a banda do evento.

## Vencedores e indicados
| Vídeo do Ano (apresentado por George Michael e Cindy Crawford) | Artista Artista Revelação Em Um Vídeo (apresentado por Jason Priestley e Jennifer Connelly) |
| --- | --- |
| - R.E.M. – "Losing My Religion" - C+C Music Factory – "Gonna Make You Sweat (Everybody Dance Now)" - Deee-Lite – "Groove Is in the Heart" - Divinyls – "I Touch Myself" - Chris Isaak – "Wicked Game" - Queensrÿche – "Silent Lucidity" | - Jesus Jones – "Right Here, Right Now" - C+C Music Factory – "Gonna Make You Sweat (Everybody Dance Now)" - Deee-Lite – "Groove Is in the Heart" - Gerardo – "Rico Suave" - Seal – "Crazy" |
| Melhor Vídeo Masculino (apresentado por Cher) | Melhor Vídeo Feminino (apresentado por Cher) |
| - Chris Isaak – "Wicked Game" - Jon Bon Jovi – "Blaze of Glory" - Gerardo – "Rico Suave" - George Michael – "Freedom! '90" | - Janet Jackson – "Love Will Never Do (Without You)" - Paula Abdul – "Rush Rush" - Neneh Cherry – "I've Got You Under My Skin" - Amy Grant – "Baby Baby" - Madonna – "Like a Virgin" (versão de Na Cama com Madonna) |
| Melhor Vídeo de Um Grupo (apresentado por Linda Hamilton e Steven Tyler) | Melhor Vídeo de Metal/Hard Rock (apresentado por Spinal Tap) |
| - R.E.M. – "Losing My Religion" - The Black Crowes – "She Talks to Angels" - Divinyls – "I Touch Myself" - Queensrÿche – "Silent Lucidity" | - Aerosmith – "The Other Side" - AC/DC – "Thunderstruck" - Alice in Chains – "Man in the Box" - The Black Crowes – "She Talks to Angels" - Faith No More – "Falling to Pieces" - Guns N' Roses – "You Could Be Mine" - Queensrÿche – "Silent Lucidity" - Warrant – "Uncle Tom's Cabin" |
| Melhor Vídeo de Rap (apresentado por N.W.A) | Melhor Vídeo de Dance (apresentado por DJ Jazzy Jeff & The Fresh Prince) |
| - LL Cool J – "Mama Said Knock You Out" - 3rd Bass – "Pop! Goes the Weasel" - DJ Jazzy Jeff & The Fresh Prince – "Summertime" - Ice-T – "New Jack Hustler (Nino's Theme)" - Monie Love – "It's a Shame (My Sister)" | - C+C Music Factory – "Gonna Make You Sweat (Everybody Dance Now)" - Bingoboys (com part. de Princessa) – "How to Dance" - Deee-Lite – "Groove Is in the Heart" - EMF – "Unbelievable" |
| Melhor Vídeo de Música Alternativa (apresentado por Billy Idol) | Melhor Vídeo de Um Filme (apresentado por Christian Slater) |
| - Jane's Addiction – "Been Caught Stealing" - Jesus Jones – "Right Here, Right Now" - R.E.M. – "Losing My Religion" - The Replacements – "When It Began" | - Chris Isaak – "Wicked Game" (de Wild at Heart) - Bryan Adams – "(Everything I Do) I Do It for You" (de Robin Hood - O Príncipe dos Ladrões) - Jon Bon Jovi – "Blaze of Glory" (de Young Guns II) - Guns N' Roses – "You Could Be Mine" (de Terminator 2: Judgment Day) |
| Vídeo Inovador (apresentado por Lenny Kravitz) | Melhor Vídeo Longo (apresentado por Pauly Shore e Cindy Crawford) |
| - R.E.M. – "Losing My Religion" - Deee-Lite – "Groove Is in the Heart" - Enigma – "Sadeness (Part I)" - Seal – "Crazy" | - Madonna – The Immaculate Collection - Aerosmith – Things That Go Pump in the Night - Peter Gabriel – POV - R.E.M. – Tourfilm |
| Melhor Direção (apresentado por Dennis Hopper) | Melhor Coreografia (apresentado por Color Me Badd) |
| - R.E.M. – "Losing My Religion" (Diretor: Tarsem) - Chris Isaak – "Wicked Game" (Diretor: Herb Ritts) - George Michael – "Freedom! '90" (Diretor: David Fincher) - Queensrÿche – "Silent Lucidity" (Diretor: Matt Mahurin) | - C+C Music Factory – "Gonna Make You Sweat (Everybody Dance Now)" (Coreógrafo: Jamale Graves) - Janet Jackson – "Love Will Never Do (Without You)" (Coreógrafos: Herb Ritts, Janet Jackson e Tina Landon) - Madonna – "Like a Virgin" (versão de Na Cama com Madonna) (Coreógrafo: Vincent Paterson) - MC Hammer – "Pray" (Coreógrafos: MC Hammer e Ho Frat Hooo!) |
| Melhor Efeitos Especiais | Melhor Direção de Arte |
| - Faith No More – "Falling to Pieces" (Efeitos Especiais: David Faithfull e Ralph Ziman) - Neneh Cherry – "I've Got You Under My Skin" (Efeitos Especiais: Pitov) - MC Hammer – "Here Comes the Hammer" (Efeitos Especiais: Fred Raimondi e Maury Rosenfeld) - The Replacements – "When It Began" (Efeitos Especiais: Carl Bressler e Paul Rachman) - Seal – "Crazy" (Efeitos Especiais: Big TV!) - Bart Simpson – "Do the Bartman" (Efeitos Especiais: Brad Bird) | - R.E.M. – "Losing My Religion" (Diretor de Arte: José Montaño) - Edie Brickell & New Bohemians – "Mama Help Me" (Diretor de Arte: Leonardo) - C+C Music Factory – "Things That Make You Go Hmmm..." (Diretor de Arte: Marcus Nispel) - Faith No More – "Falling to Pieces" (Diretor de Arte: David Faithfull) - Janet Jackson – "Love Will Never Do (Without You)" (Diretor de Arte: Pierluca De Carlo) - Jellyfish – "The King Is Half-Undressed" (Diretor de Arte: Michael White) - George Michael – "Freedom! '90" (Diretor de Arte: John Beard) |
| Melhor Edição | Melhor Cinematografia |
| - R.E.M. – "Losing My Religion" (Editor: Robert Duffy) - C+C Music Factory – "Gonna Make You Sweat (Everybody Dance Now)" (Editor: Marcus Nispel) - Deee-Lite – "Groove Is in the Heart" (Editor: Hiroyuki Nakano) - Chris Isaak – "Wicked Game" (Editor: Bob Jenkis) - George Michael – "Freedom! '90" (Editores: Jim Haygood and George Michael) - Seal – "Crazy" (Editores: Big TV!)                                                                            | - Chris Isaak – "Wicked Game" (Concept) (Diretor de Fotografia: Rolf Kestermann) - LL Cool J – "Mama Said Knock You Out" (Diretor de Fotografia: Stephen Ashley Blake) - George Michael – "Freedom! '90" (Diretor de Fotografia: Mike Southon) - R.E.M. – "Losing My Religion" (Diretor de Fotografia: Larry Fong) |
| Escolha do Público (apresentado por James Brown e MC Hammer) | Escolha do Público Inernacional (América Latina) (apresentado por Daisy Fuentes) |
| - Queensrÿche – "Silent Lucidity" - C+C Music Factory – "Gonna Make You Sweat (Everybody Dance Now)" - Deee-Lite – "Groove Is in the Heart" - Divinyls – "I Touch Myself" - Chris Isaak – "Wicked Game" - R.E.M. – "Losing My Religion" | - Franco De Vita – "No Basta" - Emmanuel – "Bella Señora" - Juan Luis Guerra & 440 – "A Pedir Su Mano" - Los Prisioneros – "Estrechez de Corazón" |
| Escolha daodo Público International (Ásia) (apresentado por Nonie) | Escolha do do Público International (Austrália) (apresentado por Richard Wilkins) |
| - Cui Jian – "Wild in the Snow" - Kenny Bee – "Be Brave to Love" - Bird – "Prik Kee Noo" - Chris Ho – "Fictional Stuff" | - Yothu Yindi – "Treaty (Filthy Lucre Mix)" - Crowded House – "Chocolate Cake" - Ratcat – "Don't Go Now" - Third Eye – "The Real Thing" |
| Escolha da Audiência International (Brasil) (apresentado por Thunderbird) | Escolha da Audiência International (Europa) (apresentado por Pip Dann) |
| - Sepultura – "Orgasmatron" - Cidade Negra – "Falar a Verdade" - Engenheiros do Hawaii – "Refrão de Bolero" - Kid Abelha – "Grand' Hotel" - Os Paralamas do Sucesso – "Caleidoscópio" | - Roxette – "Joyride" - EMF – "Unbelievable" - Pet Shop Boys – "Being Boring" - Seal – "Crazy" |
| Escolha do do Público (Japão) (apresentado por Dionne Mitsuoka) | Prêmio Michael Jackson Video Vanguard (apresentado por Arsenio Hall) |
| - Flipper's Guitar – "Groove Tube" | Bon Jovi Wayne Isham |